# جيوفري بالارد
جيوفري بالارد هو عالم فيزياء الأرض كندي، ولد في 16 أكتوبر 1932 في نياجارا فولز في كندا، وتوفي في 2 أغسطس 2008 في شمال فانكوفر ‏ في كندا.